# Fatah Ait Saada
Fatah Ait Saada (en arabe : فاتح آيت سعادة), né le 24 octobre 1978, est un gymnaste algérien.

## Palmarès

### Étapes de coupe du monde
- Médaille d'argent aux Anneaux (Gand 2004)

### Championnats d'Afrique
- Tunis 2000
  -  Médaille d'or aux Anneaux
  -  Médaille d'or au Concours général par équipes
  -  Médaille de bronze Concours général individuel
- Alger 2002
  -  Médaille d'or aux Anneaux
  -  Médaille d'or au Concours général par équipes
- Thiès 2004
  -  Médaille d'or aux Anneaux
  -  Médaille d'or au Concours général par équipes
  -  Médaille d'argent au Concours général individuel
- Le Cap 2006
  -  Médaille d'or au Concours général par équipes
  -  Médaille d'or aux Anneaux
  -  Médaille de bronze  au Sol
- Le Caire 2009
  -  Médaille d'argent au Concours général par équipes

### Jeux africains
- Abuja 2003
  -  Médaille d'or aux Barres parallèles
  -  Médaille d'or au Concours général par équipes
  -  Médaille de bronze au Concours général individuel
- Alger 2007
  -  Médaille d'or au Concours général par équipes
  -  Médaille d'or aux Anneaux
  -  Médaille de bronze au Concours général individuel

### Jeux panarabes
- Amman 1999
  -  Médaille d'or au Concours général par équipes
  -  Médaille d'argent  aux Anneaux
- Alger 2004
  -  Médaille d'or au Concours général par équipes
  -  Médaille d'or aux Anneaux
  -  Médaille de bronze au Concours général individuel